# Estació de Heathrow Terminals 1, 2, 3
Heathrow Terminals 1, 2, 3 és una estació del Metro de Londres que dona servei a l'Aeroport de Heathrow de Londres. Es troba al tram Heathrow de la línia Piccadilly a la zona 6.
L'estació es va obrir el 1977 amb el nom de Heathrow Central en l'última fase de perllongació de la línia des de Hounslow West fins a l'aeroport, sent la primera vegada que l'aeroport era servit per una línia de metro. Amb la creació de la terminal 4 es va crear una segona estació en aquesta terminal i va canviar de nom el 1983, el mateix dia que entrava en funcionament Heathrow Terminal 4.
| Anterior estació            |                                              | Metro de Londres |  | Següent estació                  |
| --------------------------- | -------------------------------------------- | ---------------- |  | -------------------------------- |
| Heathrow Terminal 5Terminal |                                              | Piccadilly Line  |  | Hatton Crossdirecció Cockfosters |
| Heathrow Terminal 5Terminal | Heathrow Terminal 4Operació en un sol sentit | Piccadilly Line  |  |                                  |